# Zona Oeste de Uberlândia
A Zona Oeste de Uberlândia, é formada oficialmente por 18 bairros da cidade, localizada no Triângulo Mineiro, sudeste do Brasil.

## Bairros da Zona Oeste deUberlândia
(Não inclui bairros antigos e integrados; e condomínios (exceto o condomínio Morada do Sol). Os bairros da zona oeste são:

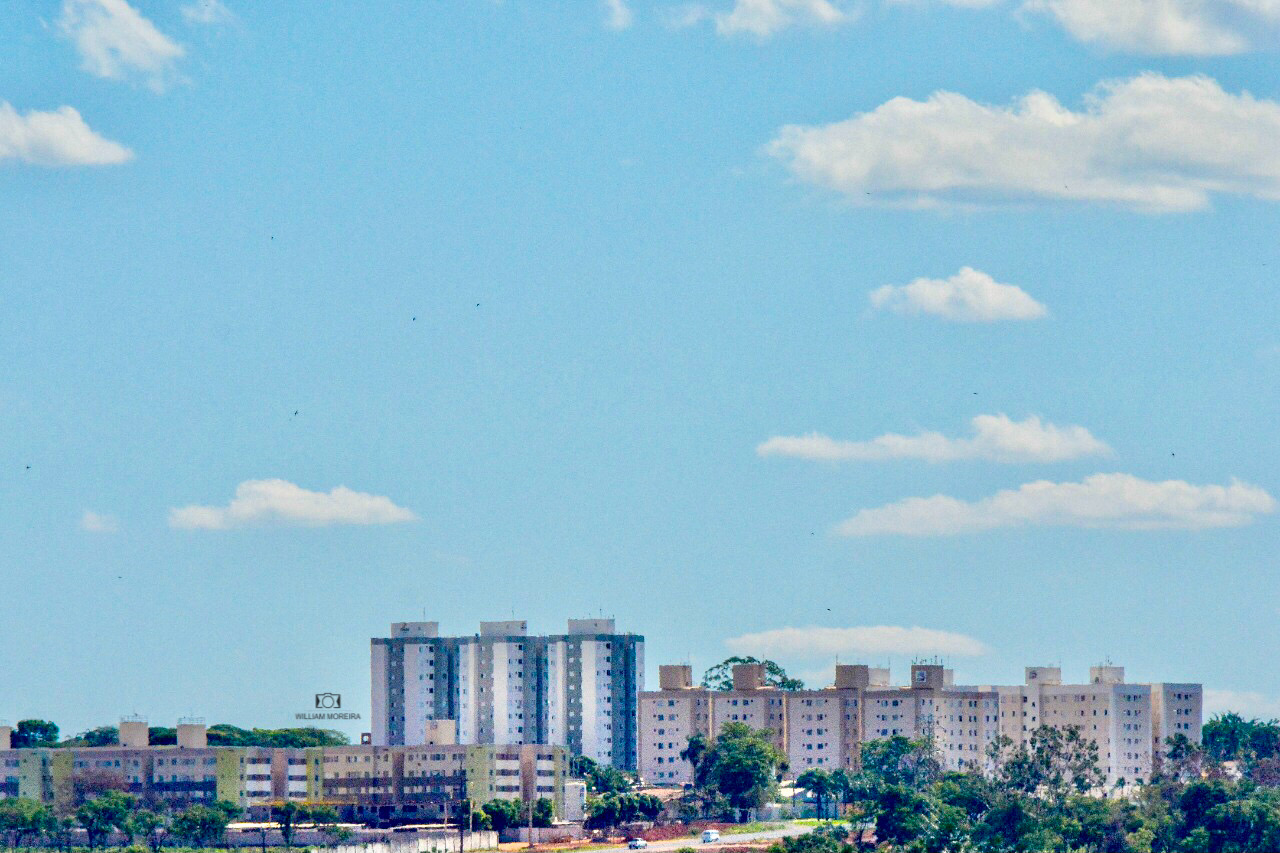
Condomínios no bairro Jardim Célia (Panorama), Zona Oeste de Uberlândia, próximos da Rodovia Uberlândia-Prata (MGC-497).

- Jaraguá;
- Planalto;
- Chácaras Tubalina;
- Jardim das Palmeiras;
- Jardim Canaã;
- Jardim Patrícia;
- Jardim Holanda;
- Jardim Europa;
- Chácaras Panorama;
- Mansour;
- Luizote de Freitas;
- Dona Zulmira;
- Taiaman;
- Guarani;
- Tocantins;
- Morada Nova;
- Morada do Sol;
- Monte Hebron
- Residencial Pequis

### Bairro Tubalina, Zona Sul ou Zona Oeste?
- Pela subdivisão oficial da Prefeitura de Uberlândia, o Bairro Tubalina, fica na zona sul da cidade,[1] porém, é conhecido também por ficar na Zona Oeste, por estar na divisa das duas regiões (Oeste e Sul), podendo se dizer: região ou setor sudoeste do município.

## Distritos da Zona Oeste de Uberlândia
- Miraporanga - saída pela Avenida Aldo Borges Leão ou Estrada de Campo Florido.

## Bairros integrados
- O município de Uberlândia também é subdividido em cinco regiões, denominadas pela prefeitura de setores. São elas: Região Central de Uberlândia, Zona Leste, Zona Oeste, Zona Norte e Zona Sul. A cidade também se subdividi em cerca de 160 bairros.[2]  Entretanto, com o objetivo de reduzir esse grande número, a prefeitura vem organizando desde a década de 1980 o projeto "Bairros Integrados", que visa na união de diversos bairros da cidade para criar condições para um estudo detalhado da atual malha urbana. A meta é reduzir o número de bairros em apenas oitenta.[3]

## Divisa
- A Rua dos Flamingos divide a Zona Oeste (lado direito) da Zona Sul (lado esquerdo), no sentido Distrito de Miraporanga.
- E a Avenida Getúlio Vargas, divide também a Zona Oeste (lado direito) da Zona Sul (lado esquerdo), no sentido bairro Jardim das Palmeiras, até a Avenida Doutor Arnaldo Godoy de Souza.

## População
- A Zona Oeste de Uberlândia, tem pouco mais de 145 mil habitantes.
- E tem pouco mais de 40 mil domicílios.
- É a região mais populosa da cidade.

## Homicídios
- A Zona Oeste de Uberlândia, não teve aumento de homicídios desde 2011

## Cemitério
- Um dos três cemitérios de Uberlândia, está localizado na zona oeste, denominado Campo do Bom Pastor, é o principal da cidade, e está localizado na divisa dos bairros Planalto e Jaraguá, na Avenida das Gameleiras.
- Os outros dois estão nos bairros Osvaldo Rezende, no centro e Segismundo Pereira, na Zona Leste.

## Terminais de ônibus coletivo
- Na Zona Oeste, há atualmente um terminal de ônibus, sendo ele o Terminal Planalto, localizado no Bairro Planalto, e em fase de construção o terminal Dona Zulmira, localizado na Av. José Fonseca e Silva, entre os bairros Dona Zulmira e Jardim Patrícia.
- Com o lançamento do projeto Uberlândia Integrada, está incluído a construção de mais um terminal na Zona Oeste, sendo ele  o Terminal Jardins, na Avenida Getúlio Vargas.

## Comércio
- Os principais comércios da Zona Oeste, ficam concentrados na: Avenida José Fonseca e Silva e em algumas ruas próximas a ela, na região do Luizote e Jardim Patrícia.
- E outro ponto bastante conhecido, é a Rua da Secretária, no Bairro Planalto, onde concentra um forte comércio.
- O centro comercial Planalto Center está em fase final de construção,o mesmo se localiza ao lado do Terminal Planalto.

Principais supermercados da zona Oeste
- Supermercado Bretas Getúlio Vargas - Bairro Jaraguá.
- Supermercado Bretas Jardim Patrícia - Avenida dos Eucaliptos, 820.
- Supermercados Smart - Bairros Jaraguá, Chácaras Tubalina e Guarani.[4]
- Supermercados Super Maxi - Bairros Mansour, Jaraguá, Jardim das Palmeiras, Luizote de Freitas, Planalto e Jardim Canaã.[5]

## Parques
- Parque Linear Rio Uberabinha - entorno da Rua do Cedro, no Jaraguá.
- Parque Municipal Luizote de Freitas - entorno da Rua Genarino Cazabona.
- Parque Municipal do Mansour - entorno da Rua Rio Jaguari.
- Parque Linear Córrego do Óleo - entorno do Residencial Córrego do Óleo, na Cidade Verde.

## Principais ligações da Zona Oeste ao Centro da cidade
- Avenida Getúlio Vargas
- Avenida Rondon Pacheco
- Avenida K
- Avenida Aspirante Mega
- Avenida Imbaúbas

## Principais vias da zona Oeste
- Avenida José Fonseca e Silva
- Avenida Getúlio Vargas (liga parte da Zona Oeste ao Centro)
- Avenida Aspirante Mega
- Avenida Imbaúbas
- Avenida K
- Avenida Aldo Borges Leão
- Avenida Olímpio de Freitas
- Avenida Babel
- Avenida Paulo Firmino
- Avenida Judéia
- Avenida Indaiá
- Avenida Rio Mississipi
- Avenida Taylor Silva
- Avenida Treze
- Avenida Pinho
- Avenida Amsterdã
- Avenida San Marino
- Avenida dos Eucaliptos
- Avenida Luciano Fonseca
- Rua Rio Corumbá
- Rua do Comerciário
- Rua Genarino Cazabona
- Rua Dimas Machado
- Rua das Gamaleiras
- Rua dos Periquitos
- Rua da Telefonista
- Anel Viário Ayrton Senna - Setor Oeste
- BR-497
- BR-365